# Poto
Poto (Perodicticus potto) je izrazito noćna životinja, nastanjena u džunglama zapadne Afrike. Poto pripada grupi takozvanih polumajmuna. Dugačak je 32 - 39 cm i može dostići težinu od 1 - 1.5 kilograma. Poto je oprezna životinja, sporih pokreta, a na opasnost reagira tako što se savije u klupko, pokušavajući uplašiti neprijatelja nekom vrstom bodlji na vratu. Ipak, najčešće se brani od napadača skrivajući se u lišću. Poto provodi dan sklupčan, s glavom među šapama, čvrsto se uhvativši za granu. Čim se spusti noć napušta svoje dnevno sklonište i polazi u potragu za hranom. Iako se obično hrani kukcima, plodovima, lišćem i ptičjim mladuncima, ponekad hvata i ptice koje sjede u gnijezdu. Pritom primjenjuje posebnu taktiku iznenada skočivši na plijen, koja je kod njega rijetka jer je veoma oprezan. Poto obično pruži prvo jednu prednju šapu. Tek kad njome čvrsto stane na granu pruža jednu zadnju šapu ponavljajući ovu operaciju tako da su mu tri šape uvijek u čvrstoj podlozi. Zbog toga prelazi s drveta na drvo samo kad su grane dva drveta međusobno isprepletene. Kao svi primati poto se ne pari samo jedanput godišnje, a ženka nosi mladunce 40 dana. Rađa samo jedno mladunče koje svuda nosi sa sobom iako ga ponekad ostavlja obješenog za granu.
U Hrvatskoj potoi žive u Zoološkom vrtu grada Zagreba.